# 范斯角 (愛達荷州)
范斯角（英語：Vans Corner）是位於美國愛達荷州邦納縣的一個非建制地區。

## 地理
范斯角的座標為48°31′31″N 116°56′20″W / 48.52528°N 116.93889°W，而該地的平均海拔高度為783米（即2569英尺）。